# 中野村 (広島県豊田郡)
中野村（なかのむら）は、広島県豊田郡にあった村。現在の豊田郡大崎上島町の一部にあたる。

## 地理
- 海洋：瀬戸内海
- 島嶼：大崎上島[1]

## 歴史
- 1889年（明治22年）4月1日、町村制の施行により、豊田郡大崎中野村が単独で村制施行し、大崎中野村が発足[1][2]。
- 1904年（明治37年）長浜造船所設立[1]。日本セメント会社、原下奥の石灰岩採掘開始[1]。
- 1909年（明治42年）信用販売購買利用組合、中野村青年会、大西郵便局、小林造船など設立[1]。
- 1913年（大正2年）大西に巡査駐在所開設[1]。
- 1917年（大正6年）4月1日、中野村に改称[3][4]。
- 1920年（大正9年）1月1日、中野村の一部（字野賀等）が豊田郡東野村の一部（字道中等）と合併して木ノ江町が発足[3][4]。
- 1924年（大正13年）原下の石灰岩を用いた森川製粉工場設立[3]。
- 1924年（大正14年）原下に大崎変電所開設[3]。
- 1948年（昭和23年）中野農業協同組合設立[3]。
- 1955年（昭和30年）3月31日、豊田郡西野村と合併し、町制施行し豊田郡大崎町を新設して廃止された[3][4]。

## 産業
- 農業、製塩[1][3]

## 交通

### 港湾
- 大西港[1]

## 教育
- 1927年（昭和2年）村立広島県芸陽実科高等女学校開校（現広島県立大崎海星高等学校）[3]。
- 1935年（昭和10年）大崎上島四ケ町村組合立青年学校開校[3]。1947年（昭和22年）中野中学校に改組[3]。